# Louise Ford
Louise Ford (nascida em 1984) é uma comediante e atriz britânica que atuou como protagonistas em comédias de televisão como Crashing (2016) e The Windsors (2016-presente; ela interpreta uma versão ficcional da Duquesa de Cambridge ). Ela também apareceu em Horrible Histories (de 2015). Ela se apresentou no Festival Fringe de Edimburgo em parceria com Yasmine Akram e com Cariad Lloyd.
Ela é esposa do comediante Rowan Atkinson (mais conhecido como Mr. Bean), com quem tem uma filha, chamada Isla May. Ela teve um relacionamento anterior, com o comediante James Acaster.